# Sompob Nilwong
Sompob Nilwong (tiếng Thái: สมภพ นิลวงษ์, sinh ngày 28 tháng 3 năm 1983), còn được biết với tên đơn giản Aek (tiếng Thái: เอก), là một cầu thủ bóng đá người Thái Lan thi đấu ở vị trí trung vệ cho câu lạc bộ Giải bóng đá Ngoại hạng Thái Lan PT Prachuap.

## Đời sống cá nhân
Anh trai của Sompob, Yai Nilwong cũng là một cầu thủ bóng đá và thi đấu cho Ratchaburi ở vị trí tiền vệ chạy cánh trái.

## Sự nghiệp quốc tế
Năm 2012 Sompob được triệu tập vào đội tuyển quốc gia by Winfried Schäfer thi đấu ở Vòng loại giải vô địch bóng đá thế giới 2014 khu vực châu Á (vòng 3).

### Quốc tế
Tính đến 12 tháng 11 năm 2015
| Đội tuyển quốc gia | Năm  | Số trận | Bàn thắng |
| ------------------ | ---- | ------- | --------- |
| Thái Lan           | 2012 | 1       | 0         |
| Thái Lan           | Tổng | 1       | 0         |

## Danh hiệu

### Câu lạc bộ
BEC Tero Sasana
- Cúp Liên đoàn Bóng đá Thái Lan
  -  Vô địch (1): 2014